# Friedrich I. (Vianden)
Friedrich I. von Vianden war bis 1150 Graf von Vianden, Vogt von Prüm und Untervogt von Trier. Er war der ältere Bruder des Grafen Gerhard von Klerf.
Er hatte mindestens vier Kinder:
- Siegfried I., Graf von Vianden
- Friedrich II., Graf von Vianden und Salm
- Gerhard, Abt von Prüm und Stavelot-Malmedy, und erster Herr von Clerf
- Adelheid von Vianden ⚭ mit dem Grafen Albert von Molbach (Graf Adalbert III. von Nörvenich)

1141 stellte sich Friedrich in einem Konflikt um die Zugehörigkeit der Abtei St. Maximin gegen Heinrich IV. von Luxemburg, als dieser mit einem Heer vor den Pforten Triers auftauchte. Auf diplomatischem Wege konnte Friedrich den Fall der Stadt verhindern und Heinrich zog nach Plünderung der Umgegend wieder ab. Wahrscheinlich als Dank für diese Dienste im Konflikt gegen Luxemburg erhielt Friedrich im gleichen Jahr die Hälfte der Burg Arras als Lehen vom Erzbischof Albero. In den folgenden Jahren zog der Graf von Luxemburg noch mehrmals gegen die Stadt Trier, jedoch ohne dass Friedrich von Vianden weiter intervenierte, da seit 1142 Hermann von Stahleck, Pfalzgraf bei Rhein, mündig war und somit die Obervogtei von Trier ausübte.
Einige Jahre später, als sich gegen Ende des Trierisch-Luxemburger Konflikts die Beziehungen zwischen der Grafschaft Vianden und dem Erzbistum abgekühlt hatten, besetzte Friedrich die Burg Arras vollständig. In den folgenden Jahren nutzte er diese, um auf Plünderzüge tief ins Erzbistum zu gehen. Jedoch verlor der Graf diesen Stützpunkt später, versöhnte sich mit Erzbischof Albero und nahm erneut eine Stellung an dessen Hof ein.